# 母野站
母野站（日语：／ Hanno eki */?）是位於岐阜縣郡上市美並町上田，長良川鐵道的越美南線車站。車站編號是15。

## 歷史
在1957年美濃洲原站（現時：洲原站）啟用前，此站最接近洲原神社的車站，當時設有參拜客前往此站。
- 1927年（昭和2年）
  - 4月10日 - 國鐵越美南線 板取口站（現時：湯之洞溫泉口站）至此站之間開通，此站啟用。當時車站名為美濃洲原站（第一代）[2]。為旅客和貨物車站。
  - 10月9日 - 此站至美濃下川站（現時：大矢站）之間開通[2]。
- 1956年（昭和31年）12月20日 - 車站改名為木尾站（第一代）[1]。在翌年1957年，美濃洲原站（第二代，現時：洲原站）啟用[1]。
- 1959年（昭和34年）10月10日 - 結束貨物起卸業務[1]。
- 1961年（昭和36年）4月 - 成為無人車站[1]。
- 1986年（昭和61年）12月11日 - 國鐵越美南線由長良川鐵道接管，成為長良川鐵道車站[2]。此站改名為母野站[2]。同時，木尾站（第二代）啟用[2]。

## 車站構造
車站是一座地面車站，設有1面1線單式月台。此站沒有廁所和車站大樓。在月台中央附近設有候車室。此站是無人車站。該候車室內設有信號控制遺蹟。此站沒有自動售票機和自動販賣機。

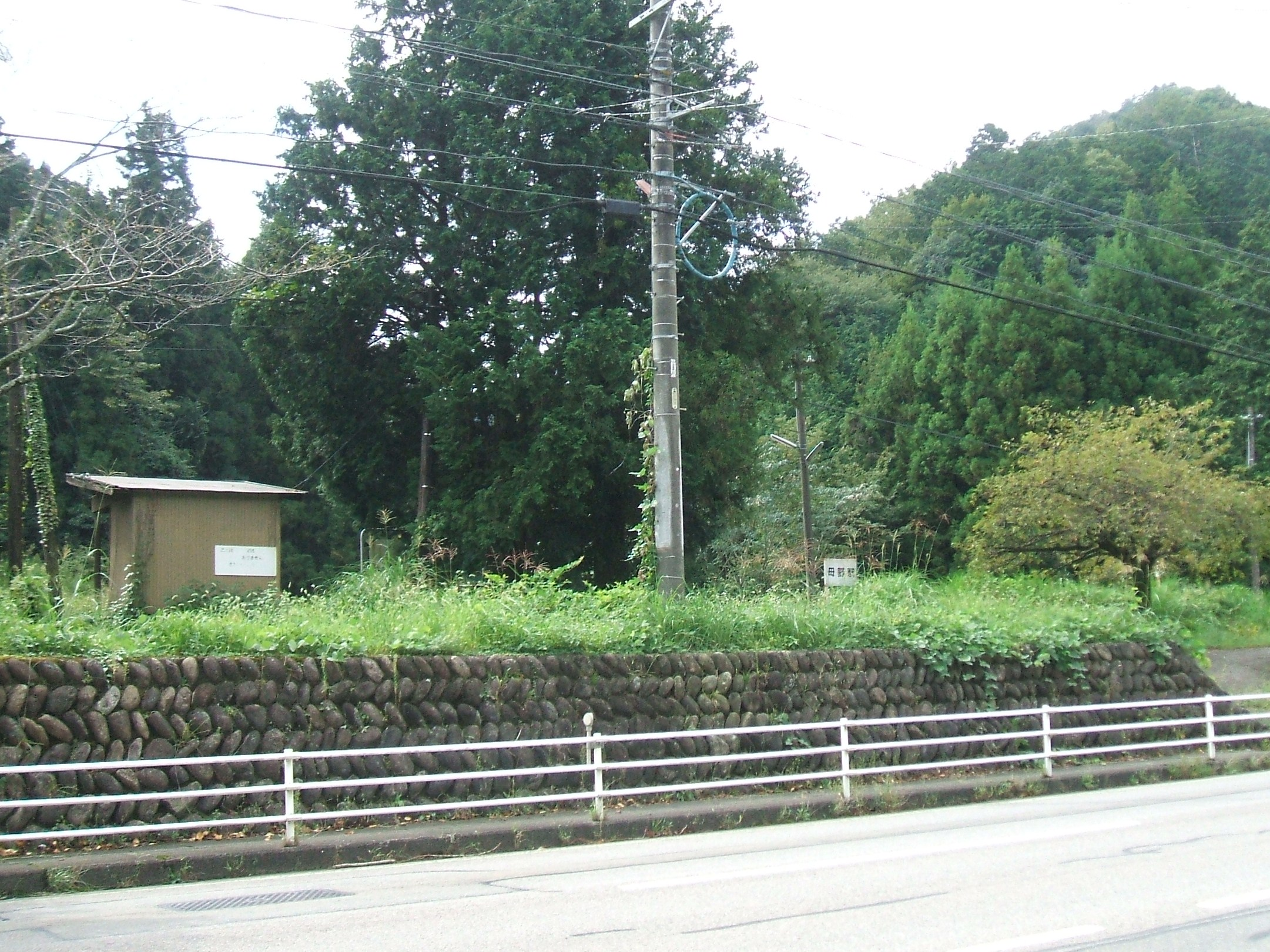
從國道望向母野站

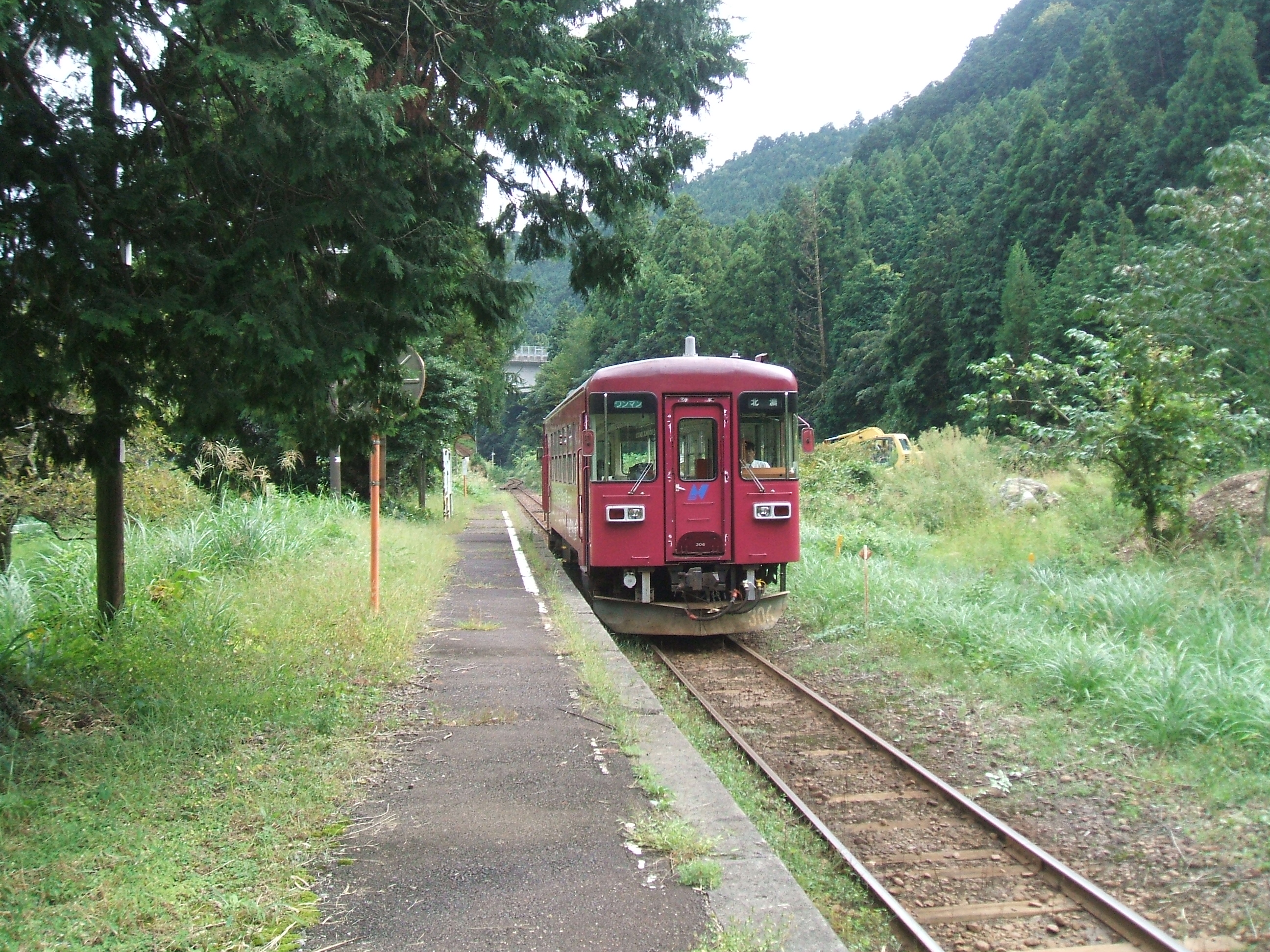
月台。列車（306號車）停靠中

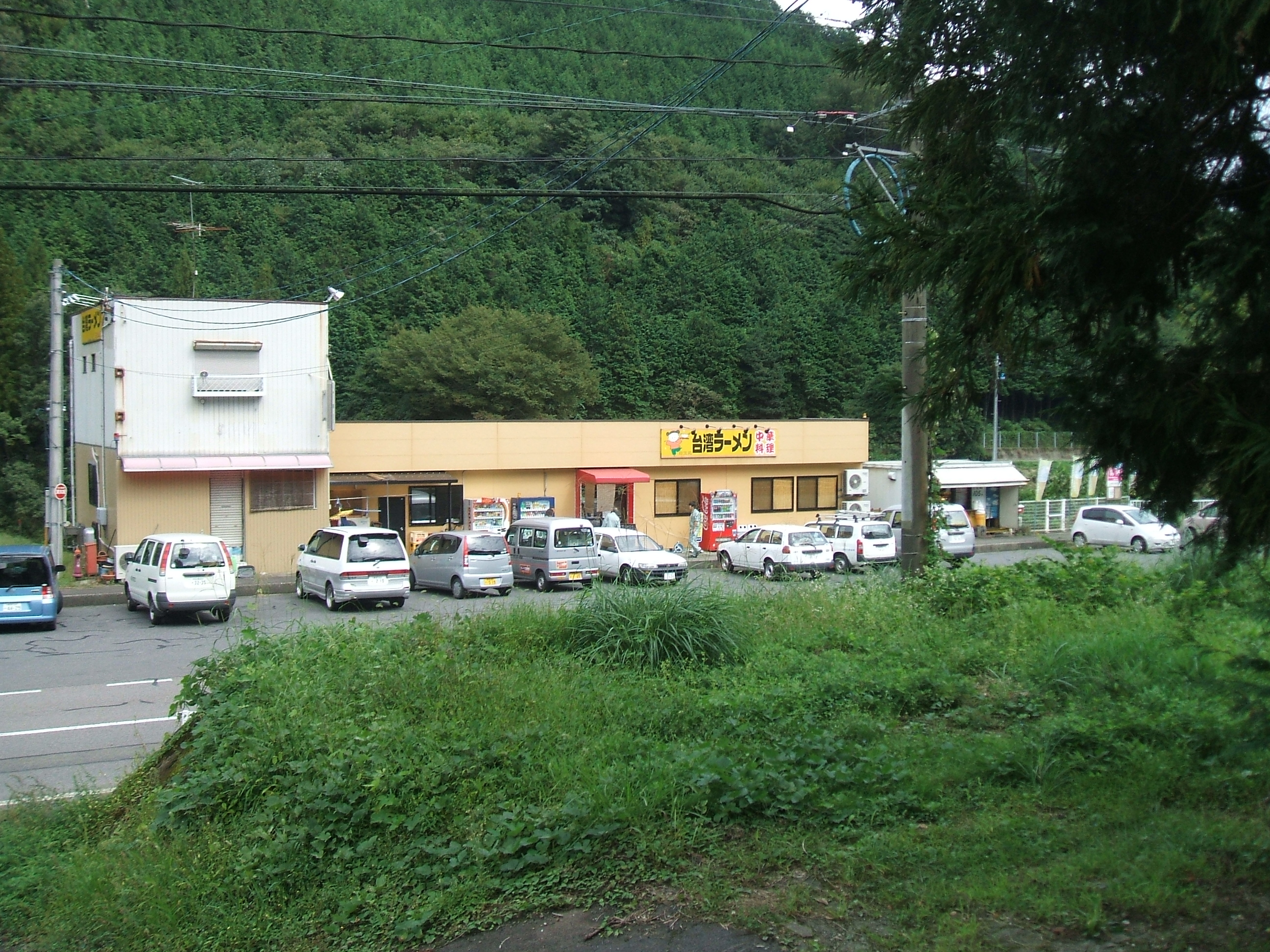
從月台望向國道

## 使用狀況
| 年度               | 1日平均 乘車人次 | 1日平均 乘車人次 |
| ------------------ | ---------------- | ---------------- |
| 2011年（平成23年） | 4                |                  |
| 2012年（平成24年） | 3                |                  |
| 2013年（平成25年） | 3                |                  |
| 2014年（平成26年） | 4                |                  |
| 2015年（平成27年） | 3                |                  |

## 車站周邊
- 長良川
- 站前設有泛舟設施和餐廳。

車站南邊便進入美濃市範圍，此站位於郡上市南端。

## 相鄰車站
長良川鐵道
越美南線
洲原（14）－母野（15）－木尾（16）

## 注腳
1. 1 2 3 4 5 6 7 8 9  . 中日新聞 (中日新聞社). 2013-02-08: 18（中農版） （日语）.
2. 1 2 3 4 5 6  曾根悟（日语：曽根悟）（監修）. 朝日新聞出版分冊百科編集部（編集） , 编. . 週刊朝日百科. 26号 長良川鉄道・明知鉄道・樽見鉄道・三岐鉄道・伊勢鉄道. 朝日新聞出版. 2011-09-18: 10-11 （日语）.

## 外部連結
- 母野站｜【官方網站】長良川鐵道株式會社 （页面存档备份，存于）（日語）